# برترام مايرون غروس
برترام مايرون غروس (بالإنجليزية: Bertram Myron Gross)‏ هو عالم اجتماعي أمريكي، ولد في 1912 في فيلادلفيا في الولايات المتحدة، وتوفي في 1997 في كاليفورنيا في الولايات المتحدة.